# João Córdula
João Córdula (Pirpirituba, 16 de junho de 1910 — João Pessoa, 1987) foi um cineasta,
cinegrafista e fotógrafo brasileiro, reconhecido por ter fundado e dirigido por quase 30 anos
o Cinema Educativo na Paraíba. Sua atuação foi essencial para o desenvolvimento do
Cinema Educativo no estado, promovendo o cinema como ferramenta educacional e social.
Ao longo de sua carreira, Córdula dedicou-se à documentação de eventos governamentais
e produziu filmes que abordavam a realidade social da Paraíba, ajudando a popularizar o
cinema entre as populações mais afastadas do acesso à cultura cinematográfica.

## Primeiros Anos e Formação
João Córdula nasceu na cidade de Pirpirituba, Paraíba, na época um distrito de Guarabira.
Vindo de uma família grande, com nove irmãos, Córdula desenvolveu desde cedo uma
fascinação pelo audiovisual. Sua paixão pela fotografia foi despertada na juventude,
quando, após mudar-se para João Pessoa para estudar no Liceu Paraibano, passou a
frequentar a Praça Aristides Lôbo, onde observava os fotógrafos lambe-lambes trabalhando.
Aprendeu a arte da fotografia de maneira autodidata com esses fotógrafos de rua, e esse
aprendizado foi o início de sua trajetória no audiovisual.
Ainda jovem, Córdula se casou com Adília de Araújo Córdula, com quem teve oito filhos.
Durante os primeiros anos de casamento, trabalhou em diversos ofícios, incluindo a função
de operador de cinema em Campina Grande. Lá, ele assumiu o papel de gerente do
Cinema Babilônia, experiência que consolidou sua relação com o cinema.

## Cinema Educativo na Paraíba
João Córdula tornou-se uma figura central na criação e consolidação do Serviço de Cinema
Educativo (CEP) na Paraíba. O serviço foi idealizado pelo governador José Américo de
Almeida e oficialmente instituído no governo de Pedro Gondim na década de 1950. O
Cinema Educativo tinha como objetivo principal fornecer assistência educacional às escolas
públicas, exibindo filmes que tratavam de temas históricos, geográficos e sociais do Brasil.
João Córdula foi nomeado diretor do serviço e ficou à frente das operações por
aproximadamente três décadas.
Sob sua liderança, o Cinema Educativo produziu e exibiu documentários que registravam
eventos importantes da administração estadual, cobria inaugurações de obras públicas e
documentava a vida cotidiana do estado. Um dos seus projetos de destaque foi o filme
Padre Zé estende a Mão, de autoria de Jurandir Moura e fotografia de João Córdula,
filmado na década de 1970, amplamente elogiado pela crítica local e nacional.

## Contribuições ao Cinema Paraibano
João Córdula desempenhou um papel fundamental na promoção do cinema paraibano.
Entre os anos 1950 e 1970, ele auxiliou jovens cineastas a realizarem suas primeiras
produções cinematográficas. Apoiou o movimento cineclubista em João Pessoa,
especialmente com a difusão do super-8, uma tecnologia acessível que permitiu a produção
de filmes de baixo custo.
O Cinema Educativo, sob sua direção, também foi um espaço de treinamento e aprendizado
técnico para cinegrafistas amadores, fornecendo assistência e equipamentos para a
produção de curtas-metragens e documentários. Durante esse período, João Córdula
participou ativamente na realização de eventos e mostras de cinema amador, como a
Mostra Paraibana do Cinema Amador Super-8, organizada em homenagem aos 20 anos do
Cinema Educativo e ao próprio João Córdula.

## Produção Cinematográfica e Documentação Social
Além de seu papel como educador e mentor, João Córdula foi um prolífico documentarista.
Entre suas filmagens mais notáveis estão registros das secas no sertão paraibano e a
distribuição de gêneros alimentícios para as populações afetadas, sob o governo de José
Américo de Almeida. Esses registros são considerados parte essencial do patrimônio
cinematográfico paraibano, pois documentam a realidade social do estado em um período
crítico de sua história.
Córdula também foi pioneiro no uso de filmes educativos, acreditando no cinema como uma
ferramenta de transformação social e educação. Ele enxergava no cinema um meio
poderoso para apresentar o Brasil aos brasileiros, sobretudo às populações rurais e
escolares que tinham pouco acesso à cultura formal.

## Declínio e Homenagens Póstumas
Nos anos 1980, com a desativação do Cinema Educativo pelo governo de Tarcísio Burity,
João Córdula entrou em um processo de declínio pessoal e profissional. A falta de
renovação de equipamentos e a ausência de políticas públicas voltadas para o cinema
educativo culminaram no fechamento do órgão, fato que impactou profundamente Córdula,
que já enfrentava problemas de saúde. Após sofrer diversos acidentes vasculares cerebrais,
ele faleceu em 1987, deixando um legado marcante para a cultura paraibana.
Após sua morte, Córdula foi homenageado em várias ocasiões. Em 2009, o Fest-Aruanda,
festival de cinema paraibano, criou o Prêmio João Córdula, concedido a curtas-metragens
independentes. Além disso, a Academia Paraibana de Cinema nomeou João Córdula como
patrono da cadeira número 14, ocupada pelo jornalista e professor João de Lima.

## Legado
João Córdula é lembrado como um dos grandes nomes do cinema paraibano. Sua
dedicação à arte do cinema e à educação o tornou uma referência para gerações de
cineastas, tanto amadores quanto profissionais. Seu trabalho no Cinema Educativo marcou
uma época em que o cinema era visto como uma ferramenta poderosa para a formação
cultural e educacional das novas gerações.
Mesmo com o fechamento do Cinema Educativo, o legado de João Córdula permanece vivo
através das memórias de seus contemporâneos e das homenagens póstumas que
destacam sua contribuição ao cinema brasileiro.